# Liste de bâtiments et édifices remarquables de Nice
Histoire de Nice au fil de ses façades
Éclectisme est le terme que peut le mieux définir l’architecture de Nice.
Si tout le monde connait les charmes de la Cote d’Azur. Il faut, lors de votre séjour sur la « French Riviera » vous promener dans les différents quartiers de Nice : « la promenade des Anglais » les quartiers : « les musiciens », « Cimiez », « le Mont Boron », « le port », « le Vieux Nice » pour découvrir un nombre important de façades d’architectures différentes allant du gothique à l’Architecture contemporaine en passant par l’Art déco, le classique, le Néo-classique, le Néo-gothique, le Néo-mauresque, le Russo-byzantin, etc. sans oublier le style Belle Époque qui à Nice a pris une grande importance du fait de l’arrivée sur la Côte d'Azur de touristes venus d’Angleterre, de Russie, des États-Unis et de tant d’autres pays.
Vous découvrirez ci-dessous quelques façades classées par Époque

## Nice ancien
| Image | Année | Style architectural | Architecte       | Maître d'œuvre                                                    | Quartier              | Adresse                   | Notes |
| ----- | ----- | ------------------- | ---------------- | ----------------------------------------------------------------- | --------------------- | ------------------------- | --- |
|       | 1901  | Belle Époque        | Martin           | Société Centrale d'Agriculture, d'Horticulture et d'Acclimatation | Promenade des Anglais | 113 promenade des anglais | Certain disent style Rococo Longtemps resté dans un mauvais état, sa rénovation s'est terminée en 2012. classé monument historique |
|       | 1800  | Classique           |                  |                                                                   | Cimiez                | Av Jean-Paul II           | Ce monastère fut fondé au IXe siècle par les moines bénédictins de l'abbaye de Saint-Pons. Depuis 1546, il est occupé par les Franciscains. Il est composé de l’église Notre-Dame de l'Assomption, d’un cloitre et du jardin ombragé On trouve à côté les arènes romaine des Cimiez                                                               |
|       | 1800  | classique           |                  |                                                                   | Musiciens             | 20, rue de France         | Bâtiment du début du XIXe siècle qui porte le nom de Marie-Christine à la suite d'un séjour dans ces lieux de la rein Marie-Christine en 1928. La rue de France ainsi nommée car c'est l'ancien chemin puis une route qui menait à la frontière avec la France jusqu'en 1860. Au poste frontière de Saint-Laurent-du-Var qui se situait en France |
|       | 1733  | Niçois              | Spinelli Abselme |                                                                   | vieux Nice            | 18, rue Benoit-Bunico     | Cette maison abrita l'ancienne synagogue jusqu'en 1886. En retrouve ce type de construction dans l'ensemble du vieux Nice. |
|       | 1650  | Baroque             |                  |                                                                   | Vieux Nice            | Rue Droite                | Cette église fut construite de 1607 à 1650 pour les jésuites. De style baroque avec une façade plutôt corinthienne, elle est inspirée de l'église du Gesù de Rome |

## Consiglo D'ornato
| Image | Année | Style architectural   | Architecte     | Maitre d'œuvre     | Quartier   | Adresse             | Notes |
| ----- | ----- | --------------------- | -------------- | ------------------ | ---------- | ------------------- | --- |
|       | 1839  | Néo-classique         | Vernier Joseph | Consiglio d'Ornato | Vieux Nice | Place Massena       | C’est le Consiglio d’Ornato en 1939 défini un ensemble architectural homogène de deux étages avec galeries à arcades de chaque côté du fleuve côtier Paillon qui sera recouvert pour réunir la place Charles-Albert (néoclassique) sur la rive gauche et la place Masséna sur la rive droite. Avec la mise en place de la ligne 1 du tramway, une nouvelle place Masséna est inaugurée le 16 juin 2007 par le maire Christian Estrosi : elle redonne place aux piétons et sera récompensée par l’obtention d’une mention spéciale lors des trophées de l’aménagement urbain |
|       | 1900  | Classique             |                |                    | Le port    | Place Ile-de-Beauté | Le projet de construire deux bâtiments identique du consiglio d'Ornato de 1830 fut terminé en 1900 à la Belle Époque |
|       | 1853  | Néo-classique Italien | Joseph Vernier |                    | Le port    | Place Ile-de-Beauté | Début de la construction en 1840 par l'architecte Vernier, qui construisit l'ensemble des bâtiments de la place Île-de-Beauté. Et sera achevé en 1853. Les quatre lourdes colonnes montrent un style néo-classique. L'architecte Febvre rajouta le fronton en 1896. |

## Belle époque
| Image | Année | Style architectural | Architecte            | Maitre d'œuvre  | Quartier              | Adresse                    | Notes |
| ----- | ----- | ------------------- | --------------------- | --------------- | --------------------- | -------------------------- | --- |
|       | 1913  | Second Empire       | Niermans Edouard-Jean | Henri Négresco  | Promenade des Anglais | 37, Promenade des Anglais  | C'est Henri Negresco, d'origine roumaine, qui fit construire ce remarquable hôtel dans un style Second Empire chargé d'ornements pour ainsi dire gothiques |
|       | 1912  | Russo-byzantin      | Barbet Lucien         |                 | Le Piol               | avenue Nicolas-II          | La forte communauté russe amena la tzarine Alexandra Fedorovna à lancer une souscription pour la construction de la cathédrale orthodoxe dans le parc de Brémond. Elle fut terminée et inaugurée en 1912. La chapelle à l'arrière du parc fut construite en l'hommage à Alexandre II mort brutalement à la suite d'une méningite. |
|       | 1900  | Néo-mauresque       | Sioly Jules           | Madame Sabatier | Cimiez                | 46-48, boulevard de Cimiez | Situé dans un parc de verdure il est difficile d'en avoir une vue d'ensemble |

## Années folles
| Image | Année | Style architectural | Architecte       | Maitre d'œuvre  | Quartier              | Adresse                      | Notes |
| ----- | ----- | ------------------- | ---------------- | --------------- | --------------------- | ---------------------------- | --- |
|       | 1928  | Art déco            | Charles Dalmas   | Frank-Jay Gould | promenade des Anglais | 13-17, promenade des Anglais | Dans les Années folles, le besoin d'un « Palais des Fêtes » permet de fidéliser les riches touristes. Le chantier de trente millions de francs permettra la construction sur deux ans de ce bâtiment Art déco qui rappelle la façade de l'Opéra de Paris. Le béton permet cette impressionnant réalisation. Vous remarquerez sur la façade des figures féminines et des chevaux. Cette œuvre unique a failli être rasée. Il ne reste que deux de ses façades. En 2001, un investissement 120 millions d'euros permet la reconstruction d'un ensemble hôtelier avec un casino. Jules Romain a écrit « la France de l’entre deux guerres a produit deux chefs-d’œuvre : le paquebot Normandie et le Palais de la Méditerranée. » Sa façade principale et la façade en retour ont été classées au titre des monuments historiques. |
|       | 1929  | Art Déco            | Dikansky Georges |                 | Gambetta              | 41 boulevard Gambetta        | Les oriels permettent à cet immeuble en demi-cercle une grande originalité accentuée par des mosaïques colorées. Ce bâtiment est inscrit à l'inventaire des monuments historiques. |
|       | 1933  | Mouvement Moderne   | :Castel Louis    |                 | Libération            | avenue Saint-Lambert         | Louis Castel commença la construction de cette église en 1913. Interrompue pendant la Première Guerre mondiale à la suite du décès de l'architecte. Jacques Droz et Lebel finiront la construction en 1933 avec l'influence Art nouveau de l'époque. 8 coupoles d'une blancheur immaculée supportent 3 autres plus grandes. Le clocher en réfection poursuit l'élan vertical. L'église est classée Monument Historique. |

## Années 40 à 65
| Image | Année | Style architectural | Architecte     | Maître d'œuvre             | Quartier  | Adresse                  | Notes |
| ----- | ----- | ------------------- | -------------- | -------------------------- | --------- | ------------------------ | --- |
|       | 1933  | Art Déco            | Dèporta Marius | Congrégation des Salésiens | Pasteur   | Place Don-Bosco          | Inspirée de l'église Notre-Dame du Raincy avec ses claustras lumineux mais les fresques sous la toiture rappellent les maisons niçoises. L'ensemble est assez éclectique. |
|       | 1949  | Éclectique          | Livièri René   |                            | Carabacel | 27, boulevard Dubouchage | C'est une villa de la fin du XIXe siècle à laquelle Livièri a rajouté trois étages avec adresse. L'enduit orange masque la taille différente des fenêtres et les balcons fuyants des 3 derniers étages. D'abord cercle artistique, ce bâtiment abrite le théâtre de la Photographie depuis 1999 |
|       |       | Art Déco            |                |                            | Cimiez    | 15, avenue Bieckert      | |

## Après 1965
| Image | Année | Style architectural        | Architecte            | Maitre d'œuvre   | Quartier              | Adresse                         | Notes |
| ----- | ----- | -------------------------- | --------------------- | ---------------- | --------------------- | ------------------------------- | --- |
|       | 2002  | Architecture contemporaine | Bayard Yves           | Ville de Nice    | Carabacel             | Avenue Saint-Jean-Baptiste      | C'est l'artiste niçois Sacha Sosno qui imagina ce bâtiment « sculpture ». Une forme idéale pour une bibliothèque que l'on appelle aussi la "tête Carrée". Elle se situe, comme d'autres bâtiments de sculpture, sur la partie couverte du fleuve côtier Paillon, qui séparait le vieux Nice de la nouvelle ville du début du XIXe siècle.                                    |
|       | 1965  | Post-moderne               | Schmeltz Charles-Jean | Fondation Lenval | Promenade des Anglais | 66 bis, avenue de la Californie | Le baron Léon Wladyslas de Lenval, créa la fondation en 1884. Cet industriel polonais qui vivait en partie à Nice fit construire cet hôpital pour enfants à la suite de la mort de son fils. « L'Hospice Lenval » est inauguré le 22 mars 1888 sur la promenade des Anglais. En 1989, La fondation lance la reconstruction progressive des bâtiments qui s’achèvera en 2008. |
|       | 1988  | Architecture contemporaine | Biro                  |                  | Promenade des Anglais | 455, promenade des Anglais      | Le quartier d'affaires de Nice a pour nom "l'Arenas", en quelque sorte une mini Défense. |